# Luis de Val
Luis de Val (Valencia, 27 de octubre de 1867- Valencia, 2 de octubre de 1930) fue un novelista por entregas, periodista y dramaturgo español, cuyas novelas se tradujeron al portugués, italiano y al francés.

## Biografía
Luis de Val nació el 27 de octubre de 1867 en Valencia. Él fue bautizado en la parroquia valenciana de los Santos Juanes. Ciego de nacimiento, recobró la vista a los tres años de edad. Era hijo de Adela, una valenciana y de un activo periodista y conspirador político aragonés, que estuvo frecuentemente fuera de casa e incluso del país a causa de sus actividades. Se educó junto a su madre separada de su padre, de forma que con frecuencia fue raptado por uno u otro progenitor durante su agitada infancia y llevado a la casa de sus abuelos paternos en Híjar, provincia de Teruel, o al Hort del Plater, en Silla, provincia de Valencia, propiedad de su familia materna. Quedó huérfano a los ocho años, cuando su padre se intentó fugar de la Cárcel del Saladero en Madrid y desapareció. Él describía así a su padre:

Así como hoy -menos soñadores, más prácticos y, desde luego, menos... como eran antaño bastantes hombres se va al mar de la política a pescar y no a descubrir "nuevos mundos"-, así, en aquellos años de mi infancia, luchadores acaudalados se arruinaban en defensa de sus ideales. A esta casta de primos, vox populi, pertenecía mi padre, que no solamente se arruinó él, sino que nos dejó a todos poco menos que a pedir limosna. Con sus perpetuas andanzas revolucionarias, conspirador en París, hombre de acción en cuarteladas y revueltas callejeras, preso unas veces, fugitivo otras, ni yo tenía padre ni mi madre esposo. Hubo desavenencias, disputas graves y, por fin, planteamiento de divorcio: ese divorcio español, ridículo, inútil, criminal a veces y siempre inmoral, que nada resuelve y que, como rábula código en mano, todo lo enreda convenientemente en vez de aclararlo.

Aficionado a la prestidigitación y a la cría de palomas, interrumpió sus estudios universitarios por haber contraído matrimonio a los diecisiete y, dos más tarde, ya con una hija, se trasladó sin recurso alguno con ellos a Barcelona, donde logró un pequeño empleo en la compañía de ferrocarriles de Barcelona a Tarragona y logró ver aceptados algunos escritos suyos en los periódicos.
A fin de aumentar sus ingresos, empezó a trabajar como amanuense para el novelista por entregas Rafael del Castillo. A los diecinueve años (1886) publicó su primera obra firmada, Celos de esposa (1886), y el éxito obtenido por esta novela le movió a continuar por aquel camino, aunque sus aspiraciones literarias eran muy distintas. Colaboró en Barcelona Cómica (1894-96), El Primor Femenil (Barcelona, 1898), La Elegancia (Madrid, 1899), Pluma y Lápiz (1902) y otras publicaciones.  Asediado por los editores, llegó a escribir entre diecisiete y dieciocho horas diarias y a tener que dictar y escribir en taquigrafía siete novelas a la vez, tantos eran los compromisos que tenía. A partir de entonces y por espacio de muchos años publicó novela tras novela hasta cerca de doscientas, todas ellas por entregas y en dos o más tomos. Quizá su mayor éxito fue Los ángeles del hogar, que llegó a las once ediciones, seguido por Morir por amar, que alcanzó nueve. Abc (27-X-1967) afirma que algunas alcanzaron hasta diecisiete, y fue traducido al francés, al portugués y al italiano.
Su género predilecto es la novela sentimental, al estilo Enrique Pérez Escrich, con una gran dualismo moral y maniqueísmo en la presentación de los personajes y en los temas: virtud y vicio, con triunfo siempre de la virtud y de la moral. Dos editores se repartieron sus obras: Mariano Núñez Samper, de Madrid, que editaba libros ilustrados en cuarto de mil a mil trescientas páginas, y Juan Blassi, de Barcelona, con sucursal en Buenos Aires, que publicaba en la Imprenta de Domingo Clarasó (sucesor de Baseda) tomos también en cuarto ilustrados, pero de 1.500 páginas aproximadamente. Val escribió durante los últimos quince años del siglo XIX y en los quince años primeros, por lo menos, del siglo XX; luego, solamente algunas narraciones y novelas extensas sueltas.
Su éxito en la novela por entregas (con vistosas ilustraciones cromolitográficas de Arturo Seriñá, Eusebio Planas, Pablo Béjar, José Cuchy y Vicente Giné entre otros), le granjeó gran popularidad en España y América y una gran fortuna, lo mismo que a su émulo y paisano Enrique Pérez Escrich, con cuya obra posee puntos en común. Luis de Val conocía bien los ambientes miserables de la pobreza y se le daban especialmente bien los personajes humildes, los jóvenes y los niños. Llegó a tener un palacete con una vistosa torre de tres pisos, con balaustrada en el último, en las afueras de Barcelona, donde reunió magníficas colecciones de fotografías, sellos, libros, pinturas y esculturas y gran número de perros y caballos de las mejores razas hasta que, habiendo casado a sus dos hijos, decidió retirarse a Valencia con su mujer en 1920 y no escribir ya más novelas por entregas, a pesar de que cada vez era más solicitado por los editores de este género. Sin embargo fue allí donde recibió el duro golpe del fallecimiento de su mujer, del que ya apenas se repuso, pues anduvo largo tiempo trastornado hasta que logró salir de la depresión, y entonces se propuso escribir literatura seria: "Ya he hecho bastante bazofia literaria", dijo a su amigo Teodoro Llorente Falcó, "ahora voy a hacer algo más digno, más duradero". Entonces escribió sus últimas novelas: Flor de carne, Aves sin nido, El hombre de ellas, La mujer de ellos y Claro de luna.
Dotado de extraordinaria fecundidad, claro está que su producción literaria hubo de resentirse de la precipitación con que fue hecha y no hay que juzgar a Luis de Val por esta clase de obras, sino por las compuestas posteriormente con miras exclusivamente literarias, que le acreditaron de escritor culto y delicado. De todos modos, entre las primeras se encuentra facundia, imaginación e interés y hay que confesar, en honor a la verdad, que este autor, tan popular un día, no empleó sus innegables condiciones en satisfacer sin más las apetencias de sus lectores, sino que intentó siempre ensalzar la virtud. Algunas de sus obras son Los angeles del hogar, ¡Sola en el mundo!, Los huérfanos, Virgen y madre, El hijo de la obrera, ¡Sin padres!, La hija de la nieve, Morir para amar, El camino del bien o la senda del dolor, etcétera, hasta la póstuma Los golfillos de Madrid, que lleva un prólogo autobiográfico. Además, y en otros géneros, escribió algunos versos y piezas de teatro como: El castigo de vivir, La carta, etc.

## Algunas obras
- El hijo de la obrera; ilustraciones de Arturo Seriñá. Madrid: Mariano Núñez Samper, [s. a.]
- La carta: juguete cómico en un acto y en verso Barcelona, 1896 (Est. tip. de B. Baseda)
- Los mártires del destino [S.l.: s.n., s.a.]
- ¡Sacrificio! o Las esclavas del amor Barcelona: Crédito Editorial de José Serra Horta, [s. a.] (Tipolit. Seix)
- Celos de esposa: novela de costumbres; ilustrada con cromos de Eusebio Planas. Barcelona: Establecimiento editorial de Antonio Virgili en cta., [s. a.]
- La redención del obrero; ilustraciones de Vicente Giné. Barcelona: José Tristany, [s. a.]
- Los ciegos del corazón; ilustraciones de Eusebio Planas. Barcelona, [s. n., s. a.]; otra ed. Barcelona: Rafael Torrens, [1899?]
- Los Hijos de la emigración; ilustraciones de Vicente Giné. Barcelona: Crédito Editorial de José Tristany, [s. a.]
- El calvario de la vida; ilustraciones de A. Seriña. Barcelona: Centro editorial artístico de Miguel Segui, [s. a.]
- La Hija del adulterio, ó, Deshonra que ennoblece; ilustraciones de Pablo Béjar y otros artistas. Barcelona: Centro Ed. Artístico de Miguel Seguí, [s. a.]
- La Esclavitud obrera, Barcelona: José Tristany, [18--?]
- Los mártires del destino, Barcelona: Establecimiento Tipográfico-Editorial de Juan Pons, [1896]
- Morir para amar, ó La muerta enamorada; ilustraciones de José Cuchy y otros. Barcelona: Centro Artístico Editorial de Miguel Seguí, [s. a.]
- El Dinero, ó, Los pobres de levita; ilustraciones de A. Seriñá. Barcelona: Centro Editorial Artístico de Miguel Seguí, [s. a.]
- ¡Sola en el mundo!, ó, El manuscrito de una huérfana; ilustraciones de Comelerán, Seriñá y otros. Barcelona: Centro Ed. Artístico, [s.a.]
- La virtud en la mujer (memorias de una secuestrada), Barcelona: Miguel Seguí [1895?]
- La esposa del obrero o El ángel de su hogar [S.l.]: [s.n.], [s.a.]
- Celos de Europa: novela, Barcelona: Est. Edit. litográfco de Martínez y Ca. [1891?]
- El llanto de los pobres; ilustración de Eusebio Planas, Cuchy y otros reputados acuarelistas. Barcelona: Establ. Ed.-Litográfico de Martínez y Compañía, 1892
- Sor Celeste, Barcelona, Centro Editorial Artístico, 1895.
- El castigo de vivir. Madrid, 1895
- ¡Huerfana! (memorias de un saltinbanqui). Barcelona [Domingo Clarasó] [1898?]
- Los ángeles del hogar. Un libro para las madres Barcelona: Establecimiento Editorial de la Viuda e Hijos de J. Torrens y Compañía, 1895.
- Letras de molde. Prólogo de Enrique Pérez Escrich. Valencia, Pascual Aguilar, 1893.
- La máscara social, Barcelona: Crédito Editorial, sin año.
- La lucha por la existencia. Barcelona: Centro Editorial Artístico, 1896.
- El calvario de los pobres, Barcelona: Juan Pérez y Cª, [1899?].
- Flor de Carne. Valencia: Cervantes, 1919.
- Por el amor de un hombre, Valencia: Biblioteca de El Mercantil Valenciano, 1921.
- La mujer de ellos, Barcelona: Segui, 1922.
- El hombre de ellas, Barcelona, Casa Editorial Seguí, 1922.
- Claro de luna. Novela. Madrid. Ed. N. Samper, 1923.
- Dice una mujer... Novela teátrica. Madrid: La Novela Mundial, 1927.
- Los golfillos de Madrid. Novela. Madrid, Estampa, 1932.
- Los hijos desgraciados. Novela. Madrid, Editorial Castro, 1934.